# Jantjes blues
Jantjes blues (Fontana 3013 023) är en nederländsk singel av Cornelis Vreeswijk släppt 1972.
- A-sida: Jantjes blues
- B-sida: De haan en de hen